# ADVACAM
ADVACAM s.r.o. je high-tech společnost sídlící v České republice, která vyrábí kamery pro rentgenové zobrazování a pixelové detektory pro sledování částic. Využití nachází v různých průmyslových odvětvích, včetně dozimetrie ve vesmíru, analýzy materiálů, elektronové mikroskopie a nedestruktivního testování.
Společnost vznikla jako spinn-off Ústavu technické a experimentální fyziky Českého vysokého učení technického v Praze při spoluprací s Kolaborací Medipix, při Evropské organizaci pro jaderný výzkum (CERN). Založena byla Janem Soharem a Janem Jakůbkem v roce 2013.

## Technologie
ADVACAM vychází z výzkumu vedeného v rámci vědecké spolupráce pro vysokoenergetickou fyziku, která byla zahájena v 90. letech v CERNu. Technologie Medipix a Timepix, což jsou čipy pro počítání fotonů, byly původně vyvinuty pro experiment ATLAS v rámci Velkého hadronového urychlovače. Každý pixel v těchto zařízeních počítá každý foton, který dosáhne povrchu detektoru, a současně měří energii detekované radiace. Tato technologie umožňuje vysoko kontrastní spektrální rentgenové zobrazování schopné rozlišit mezi materiály.

## Aplikace
Technologii počítání fotonů lze využít v mnoha oblastech, včetně komerční výroby a vědy. Detektory ADVACAM jsou používány v:
- Analýze materiálů. Detektory ADVACAM mohou testovat kvalitu elektroniky, polymerů, slitin nebo minerálů.[7]
- Nedestruktivním testování. Kamery mohou objevit mikroskopické vady ve spojích a různých materiálech, včetně lehkých materiálů jako jsou kompozity.[8]
- Detekci radiace. Když jsou kombinovány s drony nebo pohyblivými roboty, technologie může lokalizovat zdroj radiace.[9]
- Monitorování a předpověď vesmírného počasí. Detektory ADVACAM jsou používány na ISS k detekci přicházejících částic a k mapování a monitorování radiace během několika vesmírných misí, včetně programu NASA Artemis.[10][11]
- Biomedicíně. Detekce částic se používá ve výzkumu rakoviny a biomechaniky.[12][13][14]
- Výzkumu a vzdělávání.[15]

## Produkty
- MiniPIX
- AdvaPIX
- WidePIX

Mezi zákazníky ADVACAM se řadí NASA, Evropská kosmická agentura, Boeing či Blue Origin.

## Asociované společnosti
- Radalytica nabízí roboty pro nedestruktivní testování (NDT).[17]
- AdvaScope se specializuje na systémy pro elektronové mikroskopy.[18]
- InsightArt přináší řešení pro rentgenovou radiografii uměleckých děl.[19][20]